# Mikhail Nestruyev
Mikhail Valerievich Nestruyev (en russe : Михаил Валерьевич Неструев ; né le 28 octobre 1968 à Moscou) est un tireur au pistolet. 
Il détient le record du monde au 25m avec 594 / 600 points. Il partage aussi le record d'Europe avec Ragnar Skanåker et Vladas Turla en 25m pistolet standard et a effectué des scores de plus de 580 à plusieurs reprises. Nestrouïev a aussi excellé dans les épreuves olympiques : En 2004, il perdit la finale contre Wang Yifu en pistolet 10m, mais quelques jours plus tard, il remporta la médaille d'or au pistolet 50m. Il a également remporté les Championnats du Monde ISSF en 1998 en 25m Standard, ainsi qu'en 2002 en pistolet 10m. Il a de plus remporté de nombreuses médailles en Coupe du Monde et en Championnats d'Europe. 
Lieutenant-colonel de métier, Nestruyev participe aussi depuis plusieurs années à des interventions militaires. 